# Administration du patrimoine culturel de Corée
L'Administration du patrimoine culturel coréen ((hangeul : 문화재청 ; hanja : 文化財廳), anciennement Administration des biens culturels, est l'agence du gouvernement de la Corée du Sud chargée de préserver et de promouvoir le patrimoine culturel coréen (en). Son siège est situé dans la ville de Daejeon, dans le complexe gouvernemental de Daejeon. Faisant auparavant partie du ministère de la Culture, des sports et du Tourisme (en), elle a été élevée au rang d'agence sous-ministérielle en 1999.

## Histoire
L'administration des biens culturels a été officiellement créée en octobre 1961, mais elle descend de l'ancienne administration des biens royaux, le bureau créé en novembre 1945 au début du gouvernement militaire de l'armée des États-Unis en Corée pour remplacer le bureau de la dynastie Yi (en). La loi de 1962 sur la protection des biens culturels s'est inspirée de la loi japonaise de 1950 sur la protection des biens culturels.